# Enzo Bearzot-díj
Az Enzo Bearzot-díj (olaszul: Enzo Bearzot Premio Nazionale) az olasz labdarúgóedzők éves elismerése. A díjat 2011-ben alapították, és a sportújságírókból álló zsűri szavazatai alapján ítélik oda évről évre az adott szezonban legjobbnak vélt olasz edzőnek. A díj szponzora a Olasz labdarúgó-szövetség és a Keresztény Munkásifjú Mozgalom.

## Története
A díjat Enzo Bearzot, az olasz válogatottal az 1982-es világbajnokságot megnyerő edző tiszteletére nevezték el. Bearzot 1975. szeptember 27. és 1986. június 18. között 104 alkalommal ült a válogatott kispadján, ez a mai napig rekordnak számít. 2010. december 21-én hunyt el, pontosan 42 évvel Vittorio Pozzo halálát követően, 83 éves korában.
Az Enzo Bearzot-díjat minden évben az Olasz labdarúgó-szövetség elnöke adja át. 

## Győztesek
| Év   | Győztes              | Klub vagy válogatott csapat | Hiv.          |
| ---- | -------------------- | --------------------------- | ------------- |
| 2011 | Cesare Prandelli     | Olaszország                 | [ 7 ]         |
| 2012 | Walter Mazzarri      | Napoli                      | [ 8 ]         |
| 2013 | Vincenzo Montella    | Fiorentina                  | [ 9 ]         |
| 2014 | Carlo Ancelotti      | Real Madrid                 | [ 10 ]        |
| 2015 | Massimiliano Allegri | Juventus                    | [ 11 ]        |
| 2016 | Claudio Ranieri      | Leicester City              | [ 12 ] [ 13 ] |
| 2017 | Maurizio Sarri       | Napoli                      | [ 14 ]        |
| 2018 | Eusebio Di Francesco | Roma                        | [ 15 ]        |
| 2019 | Roberto Mancini      | Olaszország                 | [ 16 ]        |
| 2020 | Paolo Rossi          | –                           | [ 17 ] [ 18 ] |
| 2022 | Roberto De Zerbi     | Shakhtar Donetsk            | [ 19 ]        |
| 2023 | Luciano Spalletti    | Napoli                      | [ 20 ]        |
| 2024 | Simone Inzaghi       | Internazionale              | [ 21 ]        |
| 2025 | Gian Piero Gasperini | Atalanta                    | [ 22 ]        |